# Tan (Familienname)
Tan ist ein Familienname.

## Namensträger
- Alvin Tan (* 1980), singapurischer Politiker
- Amy Tan (* 1952), chinesisch-US-amerikanische Schriftstellerin
- Anamah Tan (* 1940), singapurische Frauenrechtlerin
- Andrew Lim Tan (* 1952), chinesisch-philippinischer Milliardär
- Chun Mei Tan (* 1961), niederländische Schauspielerin und Sängerin (Mezzosopran)
- Daryl Tan (* 2001), singapurischer Sprinter
- Dixie Tan († 2014), singapurischer Politiker
- Dominic Tan (* 1997), malaysischer Fußballspieler
- Elizabeth Tan (Schriftstellerin) (* 1988), australische Schriftstellerin
- Elizabeth Tan (Schauspielerin) (* 1990), britische Schauspielerin
- Elizabeth Tan (Sängerin) (* 1993), malaysische Sängerin
- Elizabeth-Ann Tan Shee Ru (* 2003), singapurische Leichtathletin
- Fiona Tan (* 1966), indonesische Fotografin, Filmemacherin und Videokünstlerin
- Harmony Tan (* 1997), französische Tennisspielerin
- Hong Djien Tan (* 1916), indonesischer Fußballspieler
- Huck Gim Tan (* 1955), singapurischer General
- Janis Tan (* um 1980), US-amerikanische Badmintonspielerin
- Jessica Tan (Politikerin) (Jessica Tan Soon Neo; * 1966), singapurische Politikerin
- Jessica Tan (Managerin) (* 1976/1977), singapurische Finanzmanagerin
- Jessica Tan Wei Han (* 1993), singapurische Badmintonspielerin, siehe Tan Wei Han
- Jonan Tan (* 2006), singapurischer Fußballspieler
- Lewis Tan (* 1987), britischer Schauspieler, Kampfkünstler und Model
- Lianne Tan (* 1990), belgische Badmintonspielerin
- Lionel Tan (* 1997), singapurischer Fußballspieler
- Lucie Nguyen Tan (* 2003), französische Tennisspielerin
- Lucio Tan (* 1934), chinesisch-philippinischer Unternehmer
- Marc Ryan Tan (* 2002), singapurischer Fußballspieler
- Marylyn Tan (* 1993), singapurische Schriftstellerin und Künstlerin
- Mika Tan (* 1977), US-amerikanische Pornodarstellerin
- Mike Tan (* 1986), philippinischer Schauspieler
- Min-Liang Tan, singapurischer Unternehmer und Anwalt
- Müge Tan (* 1991), türkische Schauspielerin
- N. A. Tan (auch W. G. Tan; 1865–1936), russischer Revolutionär und Völkerkundler, siehe Wladimir Germanowitsch Bogoras
- Namık Tan (* 1956), türkischer Diplomat
- Paul Tan Chee Ing (* 1940), malaysischer Priester, Bischof von Melaka-Johor
- Pearly Tan (* 2000), malaysische Badmintonspielerin
- Roni Tan (* 1992), malaysischer Badmintonspieler
- Shaun Tan (* 1974), australischer Schriftsteller und Illustrator
- Stefanie Tan (* 1992), singapurische Tennisspielerin
- Tony Tan Keng Yam (* 1940), singapurischer Politiker
- Vincent Tan (* 1952), malaysischer Unternehmer
- Wanita Tan (* 1988), deutsche Pornodarstellerin
- Weiron Tan (* 1994), malaysischer Automobilrennfahrer
- Wenling Tan Monfardini (* 1972), italienische Tischtennisspielerin
- Yuhan Tan (* 1987), belgischer Badmintonspieler

sowie:
- Tan Aik Huang (* 1946), malaysischer Badmintonspieler
- Tan Aik Mong (1950–2020), malaysischer Badmintonspieler
- Tan Aik Quan (* 1990), malaysischer Badmintonspieler
- Tan Bin Shen (* 1984), malaysischer Badmintonspieler
- Tan Boon Heong (* 1987), malaysischer Badmintonspieler
- Tan Çağlar (* 1980), deutsch-türkischer Komiker, Rollstuhlbasketballspieler und Model
- Tan Cheng Bock (* 1940), singapurischer Politiker (PSP, PAP)
- Tan Cheng Lock (1883–1960), malaysischer Politiker
- Tan Chin Tuan (1908–2005), chinesisch-singapurer Manager
- Tan Chong Tee, singapurischer Badmintonspieler
- Tan Chuan-Jin (* 1969), singapurischer Politiker
- Tan Chun Lok (* 1996), Fußballspieler aus Hongkong
- Tan Chun Seang (* 1986), malaysischer Badmintonspieler
- Tan Daoji († 436), chinesischen General
- Tan Dun (* 1957), chinesischer Komponist und Dirigent
- Tan Eng Bock (1936–2020), singapurischer Wasserballspieler
- Tan Eng Liang (1937–2023), singapurischer Wasserballspieler und Sportfunktionär
- Tan Eng Yoon (1928–2010), singapurischer Leichtathlet
- Tan Gaik Bee, malaysische Badmintonspielerin
- Tan Hai (* 1970), chinesischer Fußballschiedsrichter
- Tan Heok Hui, singapurischer Fischkundler
- Tan Howe Liang (1933–2024), singapurischer Gewichtheber
- Tan Jian (* 1988), chinesische Diskuswerferin
- Tan Jiazhen (1909–2008), chinesischer Genetiker
- Tan Jin Eong (1927–2014), malaysischer Badmintonspieler
- Tan Joe Hok (1937–2025), indonesischer Badmintonspieler
- Tan Kah Kee (1874–1961), chinesischer Philanthrop und Großindustrieller
- Tan Kim Her (* 1971), malaysischer Badmintonspieler
- Tan Kim Seng (1805–1864), singapurischer Unternehmer, Jurist und Philanthrop
- Tan King Gwan (1932–2001), indonesischer Badmintonspieler
- Tan Lee Wai (* 1970), malaysische Badmintonspielerin
- Tan Lei (1963–2016), chinesische Mathematikerin
- Tan Liangde (* 1965), chinesischer Wasserspringer
- Tan Lip Seng (* 1942), singapurischer Fotograf
- Tan Long (* 1988), chinesischer Fußballspieler
- Tan Mei Chuan (* 1963), malaysische Badmintonspielerin
- Tan Mengyi (* 2002), chinesische Weitspringerin
- Tan Ning (* 2003), chinesische Badmintonspielerin
- Tan Paey Fern (* 1974), singapurische Tischtennisspielerin
- Tan-Ruhurater II., elamitischer König
- Tan Ruiwu (* 1983), kroatischer Tischtennisspieler
- Tan See Leng (* 1964), singapurischer Politiker
- Tan Shaowen (1929–1993), chinesischer Politiker
- Tan Siew Sin (1916–1988), malaysischer Politiker
- Tan Sitong (1865–1898), chinesischer Politiker und Philosoph
- Tan Song Hwa (* 1986), malaysische Hammerwerferin
- Tan Sui Hoon (* 1963), malaysische Badmintonspielerin
- Tan Taigi (1709–1771), japanischer Poet
- Tan Tin Wee (* 1962), singapurischer Bioinformatiker und Hochschullehrer
- Tan Twan Eng (* 1972), malaysischer Autor und Jurist
- Tan Wee Kiong (* 1989), malaysischer Badmintonspieler
- Tan Wei Han (Jessica Tan Wei Han; * 1993), singapurische Badmintonspielerin
- Tan Xuan (* 1986), chinesischer Unternehmer und Pokerspieler
- Tan Xue (* 1984), chinesische Fechterin
- Tan Ya-ting (* 1993), taiwanische Bogenschützin
- Tan Yayun (* 1992), chinesische Gewichtheberin
- Tan Yee Khan (* 1940), malaysischer Badmintonspieler
- Tan Ying (Schauspielerin) (1915–2001), chinesische Schauspielerin
- Tan Ying (Softballspielerin) (* 1982), chinesische Softballspielerin
- Tan Ying (Wasserballspielerin) (* 1987), chinesische Wasserballspielerin
- Tan Yunxian (1461–1554), chinesische Ärztin
- Tan Zhenlin (1902–1983), chinesischer Politiker
- Tan Zhongyi (* 1991), chinesische Schachspielerin
- Tan Zongliang (* 1971), chinesischer Sportschütze
- Tan Zuoren (* 1954), chinesischer Autor, Umweltaktivist, Bürgerrechtler und Dissident